# Strijkmolen H
Strijkmolen H was een van de vier strijkmolens die rond 1634 in Rustenburg zijn gebouwd. Strijkmolens bemalen geen polders, maar malen het water van de ene boezem naar de andere. Er hebben in totaal 14 strijkmolens gestaan, 6 aan de Molenkade te Oudorp (ook wel de molens van de Zes Wielen genaamd, naar de zes grote wielen waarmee de daar aanwezige overhalen werden bediend), 4 achter Oudorp en 4 bij Rustenburg. Strijkmolen H maalde het water uit diverse polders naar de Schermerboezem. In 1919 ging het gevlucht van de molen verloren. De molen werd niet hersteld maar bleef tot september 1936 als woning bestaan, waarna hij werd gesloopt. De overige molens bij Rustenburg zijn bewaard gebleven. Dit zijn de strijkmolens I, K en L.
In 1941 verloren de strijkmolens hun functie doordat de Raaksmaatsboezem gemeengelegd werd met de Schermerboezem.